# Grand Prix Francji Formuły 1
Grand Prix Francji – jedna z eliminacji Mistrzostw Świata Formuły 1. Grand Prix było organizowane w latach 1906–1908, 1912–1914, 1921–1939, 1947–1954 oraz 1956–2008. Jest też jedną z najstarszych eliminacji Formuły 1. Ponowna organizacja Grand Prix Francji miała miejsce w latach 2018–2019 na torze Paul Ricard.

## Historia

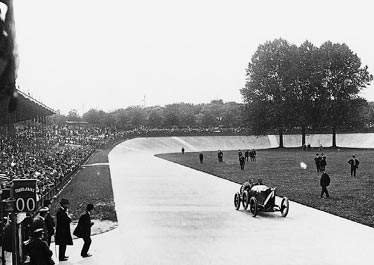
Georges Boillot wygrywa Grand Prix Francji 1912 roku w Dieppe

Wyścigi Grand Prix zostały zapoczątkowane we Francji. Pierwszym wyścigiem, który odbywał się na zamkniętym torze, a nie z miasta do miasta było Grand Prix Francji. Wydarzenie to miało miejsce 26 czerwca 1906 roku, a jego organizacją zajął się Automobile Club de France. Na starcie w Le Mans zjawiły się 32 pojazdy. Pierwszy nowoczesny wyścig w historii wygrał Węgier Ferenc Szisz w Renault.
Pierwsze Mistrzostwa Świata zostały zorganizowane w 1925 r. i obejmowały Grand Prix Francji, Grand Prix Włoch, Grand Prix Belgii oraz wyścig Indianapolis 500. Po powstaniu Formuły 1 w 1950 r. wyścig nie odbył się w sezonie 1955, co spowodowane było szokiem po masakrze w słynnym wyścigu 24h Le Mans. Zginęły wtedy 83 osoby. Wyścig gościł na wielu obiektach, ale w latach 1991-2008 organizowany był na torze Magny-Cours. Przeniesienie go z toru Paul Ricard było związane z chęciami polepszenia warunków ekonomicznych regionu.
Przyszłość wyścigu była zagrożona od sezonu 2004, kiedy to po raz pierwszy pojawiły się pogłoski o jego usunięciu z kalendarza mistrzostw. Jest wiele powodów dla, których administracja Formuły 1 mogłaby zrezygnować z wyścigu we Francji, ale głównym było brak perspektyw na polepszenie infrastruktury wokół toru (dróg dojazdowych, centrów handlowych), gdyż tor położony jest w regionie rolniczym. Ze wszystkich torów w obecnym kalendarzu F1 ten ma najsłabszą "otoczkę".
Niemal pewne było, że wyścig w sezonie 2007 będzie ostatnim na torze Magny-Cours. Decyzję o zaprzestaniu organizacji wyścigu podjęli sami organizatorzy, którzy nie byli w stanie zapewnić bezpieczeństwa finansowego imprezie. Ostatecznie, dzięki wsparciu finansowemu władz lokalnych, Bernie Ecclestone zgodził się na organizację wyścigu na tym torze w 2008 r., a jeżeli nie zostanie znaleziona jakaś alternatywa także w 2009 r. Obecna umowa między FOM, a organizatorami wyścigu wygasa po 2011 r. W maju 2008 pojawiły się informacje, że w 2009 lub 2010 roku Grand Prix Francji zostanie rozegrane na ulicznym torze w Paryżu. Tak się jednak nie stało.
W sezonie 2018 po 10 latach przerwy, wyścig o Grand Prix Francji powrócił do kalendarza Formuły na 2 lata na tor Paul Ricard. W 2020 roku z powodu pandemii COVID-19 wyścig został odwołany.

## Zwycięzcy Grand Prix Francji
Różowe tło wskazuje zwycięzców wyścigów o Grand Prix Francji przed powstaniem Formuły 1.
| Sezon       | Kierowca                           | Konstruktor        | Tor               |                |
| ----------- | ---------------------------------- | ------------------ | ----------------- | -------------- |
| 2022        | Max Verstappen                     | Red Bull-Honda     | Paul Ricard       | Wyniki         |
| 2021        | Max Verstappen                     | Red Bull-Honda     | Paul Ricard       | Wyniki         |
| 2020        | nie rozegrano                      | nie rozegrano      | nie rozegrano     | nie rozegrano  |
| 2019        | Lewis Hamilton                     | Mercedes           | Paul Ricard       | Wyniki         |
| 2018        | Lewis Hamilton                     | Mercedes           | Paul Ricard       | Wyniki         |
| 2017 – 2009 | nie rozegrano                      | nie rozegrano      | nie rozegrano     | nie rozegrano  |
| 2008        | Felipe Massa                       | Ferrari            | Magny-Cours       | Wyniki         |
| 2007        | Kimi Räikkönen                     | Ferrari            | Magny-Cours       | Wyniki         |
| 2006        | Michael Schumacher                 | Ferrari            | Magny-Cours       | Wyniki         |
| 2005        | Fernando Alonso                    | Renault            | Magny-Cours       | Wyniki         |
| 2004        | Michael Schumacher                 | Ferrari            | Magny-Cours       | Wyniki         |
| 2003        | Ralf Schumacher                    | Williams-BMW       | Magny-Cours       | Wyniki         |
| 2002        | Michael Schumacher                 | Ferrari            | Magny-Cours       | Wyniki         |
| 2001        | Michael Schumacher                 | Ferrari            | Magny-Cours       | Wyniki         |
| 2000        | David Coulthard                    | McLaren-Mercedes   | Magny-Cours       | Wyniki         |
| 1999        | Heinz-Harald Frentzen              | Jordan-Mugen-Honda | Magny-Cours       | Wyniki         |
| 1998        | Michael Schumacher                 | Ferrari            | Magny-Cours       | Wyniki         |
| 1997        | Michael Schumacher                 | Ferrari            | Magny-Cours       | Wyniki         |
| 1996        | Damon Hill                         | Williams-Renault   | Magny-Cours       | Wyniki         |
| 1995        | Michael Schumacher                 | Benetton-Renault   | Magny-Cours       | Wyniki         |
| 1994        | Michael Schumacher                 | Benetton-Cosworth  | Magny-Cours       | Wyniki         |
| 1993        | Alain Prost                        | Williams-Renault   | Magny-Cours       | Wyniki         |
| 1992        | Nigel Mansell                      | Williams-Renault   | Magny-Cours       | Wyniki         |
| 1991        | Nigel Mansell                      | Williams-Renault   | Magny-Cours       | Wyniki         |
| 1990        | Alain Prost                        | Ferrari            | Paul Ricard       | Wyniki         |
| 1989        | Alain Prost                        | McLaren-Honda      | Paul Ricard       | Wyniki         |
| 1988        | Alain Prost                        | McLaren-Honda      | Paul Ricard       | Wyniki         |
| 1987        | Nigel Mansell                      | Williams-Honda     | Paul Ricard       | Wyniki         |
| 1986        | Nigel Mansell                      | Williams-Honda     | Paul Ricard       | Wyniki         |
| 1985        | Nélson Piquet                      | Brabham-BMW        | Paul Ricard       | Wyniki         |
| 1984        | Niki Lauda                         | McLaren-TAG        | Dijon             | Wyniki         |
| 1983        | Alain Prost                        | Renault            | Paul Ricard       | Wyniki         |
| 1982        | René Arnoux                        | Renault            | Paul Ricard       | Wyniki         |
| 1981        | Alain Prost                        | Renault            | Dijon             | Wyniki         |
| 1980        | Alan Jones                         | Williams-Cosworth  | Paul Ricard       | Wyniki         |
| 1979        | Jean-Pierre Jabouille              | Renault            | Dijon             | Wyniki         |
| 1978        | Mario Andretti                     | Lotus-Cosworth     | Paul Ricard       | Wyniki         |
| 1977        | Mario Andretti                     | Lotus-Cosworth     | Dijon             | Wyniki         |
| 1976        | James Hunt                         | McLaren-Cosworth   | Paul Ricard       | Wyniki         |
| 1975        | Niki Lauda                         | Ferrari            | Paul Ricard       | Wyniki         |
| 1974        | Ronnie Peterson                    | Lotus-Cosworth     | Dijon             | Wyniki         |
| 1973        | Ronnie Peterson                    | Lotus-Cosworth     | Paul Ricard       | Wyniki         |
| 1972        | Jackie Stewart                     | Tyrrell-Cosworth   | Charade           | Wyniki         |
| 1971        | Jackie Stewart                     | Tyrrell-Cosworth   | Paul Ricard       | Wyniki         |
| 1970        | Jochen Rindt                       | Lotus-Cosworth     | Charade           | Wyniki         |
| 1969        | Jackie Stewart                     | Matra-Cosworth     | Charade           | Wyniki         |
| 1968        | Jacky Ickx                         | Ferrari            | Rouen-Les-Essarts | Wyniki         |
| 1967        | Jack Brabham                       | Brabham-Repco      | Le Mans           | Wyniki         |
| 1966        | Jack Brabham                       | Brabham-Repco      | Reims             | Wyniki         |
| 1965        | Jim Clark                          | Lotus-Climax       | Charade           | Wyniki         |
| 1964        | Dan Gurney                         | Brabham-Climax     | Rouen-Les-Essarts | Wyniki         |
| 1963        | Jim Clark                          | Lotus-Climax       | Reims             | Wyniki         |
| 1962        | Dan Gurney                         | Porsche            | Rouen-Les-Essarts | Wyniki         |
| 1961        | Giancarlo Baghetti                 | Ferrari            | Reims             | Wyniki         |
| 1960        | Jack Brabham                       | Cooper-Climax      | Reims             | Wyniki         |
| 1959        | Tony Brooks                        | Ferrari            | Reims             | Wyniki         |
| 1958        | Mike Hawthorn                      | Ferrari            | Reims             | Wyniki         |
| 1957        | Juan Manuel Fangio                 | Maserati           | Rouen-Les-Essarts | Wyniki         |
| 1956        | Peter Collins                      | Ferrari            | Reims             | Wyniki         |
| 1955        | nie rozegrano                      | nie rozegrano      | nie rozegrano     | nie rozegrano  |
| 1954        | Juan Manuel Fangio                 | Mercedes-Benz      | Reims             | Wyniki         |
| 1953        | Mike Hawthorn                      | Ferrari            | Reims             | Wyniki         |
| 1952        | Alberto Ascari                     | Ferrari            | Rouen-Les-Essarts | Wyniki         |
| 1951        | Luigi Fagioli Juan Manuel Fangio   | Alfa Romeo         | Reims             | Wyniki         |
| 1950        | Juan Manuel Fangio                 | Alfa Romeo         | Reims             | Wyniki         |
| 1949        | Louis Chiron                       | Talbot-Lago        | Reims             | Wyniki         |
| 1948        | Jean-Pierre Wimille                | Alfa Romeo         | Reims             | Wyniki         |
| 1947        | Louis Chiron                       | Talbot-Lago        | Lyon-Parilly      | Wyniki         |
| 1946 – 1940 | nie rozgrywano                     | nie rozgrywano     | nie rozgrywano    | nie rozgrywano |
| 1939        | Hermann Paul Müller                | Auto Union         | Reims             | Wyniki         |
| 1938        | Manfred von Brauchitsch            | Mercedes-Benz      | Reims             | Wyniki         |
| 1937        | Louis Chiron                       | Talbot             | Montlhéry         | Wyniki         |
| 1936        | Jean-Pierre Wimille Raymond Sommer | Bugatti            | Montlhéry         | Wyniki         |
| 1935        | Rudolf Caracciola                  | Mercedes-Benz      | Montlhéry         | Wyniki         |
| 1934        | Louis Chiron                       | Alfa Romeo         | Montlhéry         | Wyniki         |
| 1933        | Giuseppe Campari                   | Maserati           | Montlhéry         | Wyniki         |
| 1932        | Tazio Nuvolari                     | Alfa Romeo         | Montlhéry         | Wyniki         |
| 1931        | Louis Chiron Achille Varzi         | Bugatti            | Montlhéry         | Wyniki         |
| 1930        | Philippe Etancelin                 | Bugatti            | Pau               | Wyniki         |
| 1929        | William Grover-Williams            | Bugatti            | Le Mans           | Wyniki         |
| 1928        | William Grover-Williams            | Bugatti            | St. Gaudens       | Wyniki         |
| 1927        | Robert Benoist                     | Delage             | Montlhéry         | Wyniki         |
| 1926        | Jules Goux                         | Bugatti            | Miramas           | Wyniki         |
| 1925        | Robert Benoist Albert Divo         | Delage             | Montlhéry         | Wyniki         |
| 1924        | Giuseppe Campari                   | Alfa Romeo         | Lyon              | Wyniki         |
| 1923        | Henry Segrave                      | Sunbeam            | Tours             | Wyniki         |
| 1922        | Felice Nazzaro                     | Fiat               | Strasbourg        | Wyniki         |
| 1921        | Jimmy Murphy                       | Duesenberg         | Le Mans           | Wyniki         |
| 1920 – 1915 | nie rozgrywano                     | nie rozgrywano     | nie rozgrywano    | nie rozgrywano |
| 1914        | Christian Lautenschlager           | Mercedes-Benz      | Lyon              | Wyniki         |
| 1913        | Georges Boillot                    | Peugeot            | Amiens            | Wyniki         |
| 1912        | Georges Boillot                    | Peugeot            | Dieppe            | Wyniki         |
| 1911 – 1909 | nie rozgrywano                     | nie rozgrywano     | nie rozgrywano    | nie rozgrywano |
| 1908        | Christian Lautenschlager           | Mercedes-Benz      | Dieppe            | Wyniki         |
| 1907        | Felice Nazzaro                     | Fiat               | Dieppe            | Wyniki         |
| 1906        | Ferenc Szisz                       | Renault            | Le Mans           | Wyniki         |
| Sezon       | Kierowca                           | Konstruktor        | Tor               |                |